# Komsomolske, Lohvîțea
Komsomolske (în ucraineană Комсомольське) este un sat în comuna Korsunivka din raionul Lohvîțea, regiunea Poltava, Ucraina.

## Demografie
Componența lingvistică a localității Komsomolske
     Ucraineană (98,6%)
     Rusă (1,4%)
Conform recensământului din 2001, majoritatea populației localității Komsomolske era vorbitoare de ucraineană (98,6%), existând în minoritate și vorbitori de rusă (1,4%).